# Káto Archánes
Káto Archánes, en grec moderne : Κάτω Αρχάνες, est un village du dème d'Archánes-Asteroússia, dans le district régional de Héraklion, de la Crète, en Grèce. Selon le recensement de 2011, la population de Káto Archánes compte 398 habitants.
Le village est situé à une altitude de 360 mètres. Le 4 février 1944, c'est à proximité du village qu'est commis l'enlèvement de Heinrich Kreipe, général allemand.